# Sarah Leahy
Sarah Leahy (* 1. August 1999) ist eine irische Leichtathletin, die sich auf den Sprint spezialisiert hat.

## Sportliche Laufbahn
Erste internationale Erfahrungen sammelte Sarah Leahy im Jahr 2022, als sie bei den Weltmeisterschaften in Eugene mit der irischen 4-mal-100-Meter-Staffel mit 44,48 s im Vorlauf ausschied.

## Persönliche Bestleistungen
- 100 Meter: 11,67 s (+1,5 m/s), 8. April 2022 in Carlow
  - 60 Meter (Halle): 7,39 s, 12. Februar 2022 in Abbotstown